# Яворский, Николай Петрович
Никола́й Петро́вич Яво́рский (23 февраля 1891, Одесса — 9 октября 1947, Сантьяго-де-Куба) — кубинский педагог и балетмейстер русского происхождения.

## Биография
Николай Петрович Яворский родился в Одессе в 1891 году. Учился в Одесском реальном училище Св. Павла, с 1909 года брал уроки классического танца у солиста Одесского театра Казимирова. Продолжил образование в Санкт-Петербургском политехническом институте, в период учёбы в Санкт-Петербурге не оставлял и занятия балетом.
С началом Первой мировой войны некоторое время учился в Тверском кавалерийском училище, откуда перевёлся в Сергиевское артиллерийское училище в Одессе. После окончания курса в 1915 году находился в действующей армии. В ходе боевых действий в районе Вилейки попал в плен, где находился до заключения Брестского мира в 1918 году.
В годы Гражданской войны Н. П. Яворский сражался в рядах Вооруженных сил Юга России. В 1920 году эвакуировался с семьей из Крыма — иммигрировав через Турцию и Грецию в Королевство сербов, хорватов и словенцев, он осел в Белграде.
В 1922 году бывшая солистка петербургского Мариинского театра Елена Дмитриевна Полякова (1884—1972) пригласила Яворского войти в балетную труппу Национального театра, которой не хватало мужского кордебалета. Работал здесь под её руководством до 1928 года.
В 1928 году Н. П. Яворский переехал в Париж, где работал в Театре Елисейских полей. В том же 1928 году вошёл в состав «Русской частной оперы в Париже» (Opera Privée) М. Н. Кузнецовой-Бенуа, нанимавшей танцовщиков для гастрольного турне по странам Латинской Америки. В январе 1929 года, во время выступлений труппы в Гаване, был вторым солистом балета.
Весной 1930 года во время выступлений в Мексике труппа распалась. Яворский предпринял попытку вернуться в Европу, однако из-за  отсутствия средств был вынужден остаться на Кубе. Поначалу служил сценическим рабочем в цирке «Пубильонес», продавал сладости в фойе гаванского театра «Пайрет».
В июне 1931 года гаванское Общество музыкального искусства (исп. Sociedad Pro-Arte Musical) предложило Н. П. Яворскому возглавить создававшуюся при нём балетную школу. Николай с энтузиазмом включился в работу, стал первым педагогом многих будущих артистов кубинского балета. Балетмейстер и хореограф Альберто Алонсо, также прошедший через его школу, позднее вспоминал:

Мы многим обязаны Яворскому, даже учитывая очевидный сейчас факт, что слабый технический уровень подготовки делал его не самым лучшим преподавателем. Однако он стал настоящим подвижником развития балета на Кубе благодаря присущим ему дисциплине, настойчивости и энтузиазму. Как танцовщик он, конечно, обладал довольно ограниченными возможностями и, хотя не могу этого точно утверждать, но почти уверен, что обратиться к искусству его вынудила эмиграция. В глубине души он всегда оставался военным. Поведение и манеры выдавали в нем привыкшего отдавать приказания офицера, причём эта авторитарность оказалась в высшей степени полезной для преподавания балета».

Среди учениц школы Н. П. Яворского была юная Алисия Мартинес-дель-Ойо, ставшая впоследствии известной как Алисия Алонсо. Впервые она вышла на сцену 29 декабря 1931 года в отчётном концерте балетной школы Общества музыкального искусства в театре «Аудиториум». В следующем году в расчёте на учащихся школы Яворский сделал постановку балета П. И. Чайковского «Спящая красавица», и 26 октября 1932 года Алисия дебютировала в партии принцессы Флорины.
Благодаря знакомству с руководителями «Русского балета Монте-Карло», гастролировавшего в Гаване в марте 1936 года, Яворский смог обеспечить своим лучшим ученикам поездку во Францию и переход в эту известную и высокопрофессиональную труппу.
Н. П. Яворский преподавал в балетной школе гаванского Общества музыкального искусства до весны 1939 года. В 1939–1941 годах он преподавал в собственной частной балетной студии в престижном гаванском районе Ведадо. В начале 1941 года он был приглашен возглавить балетную студию Общества музыкального искусства в городе Сантьяго-де-Куба, куда и переехал.
В последние годы жизни Н. П. Яворский руководил балетной школой филиала Общества музыкального искусства провинции Орьенте. Умер 9 октября 1947 года в городе Сантьяго-де-Куба. Похоронен на муниципальном кладбище Санта-Ифихения.

Николая Яворского нельзя отнести к звездам мирового балета первой величины, однако необходимо признать его неординарные педагогические заслуги как первого учителя целой плеяды выдающихся кубинских артистов. К сожалению, усилия Николая Яворского по созданию национальной школы кубинского балета, дающие ему полное право занять достойное место в ряду её основателей, на «Острове Свободы» были преданы незаслуженному забвению. Возможно, что его собственные профессиональные качества хореографа не во всем соответствовали масштабу этой задачи, однако сам факт работы русского балетмейстера с афрокубинским фольклорным материалом достаточно красноречиво свидетельствует о его глубоком интересе и искренней привязанности к культуре далекой тропической страны, давшей ему пристанище. Не будет преувеличением утверждение, что подлинным памятником неустанным трудам и воистину подвижнической работе Н. П. Яворского на благо распространения искусства классического танца стала созданная его учениками кубинская национальная балетная школа, пользующаяся в наши дни признанием и славой во всём мире.